# برج بلومبرگ

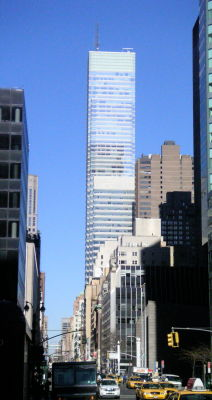
برج بلومبرگ در منهتن، نیویورک

برج بلومبرگ (به انگلیسی: Bloomberg Tower) یک آسمان‌خراش ۲۴۶ متری (۸۰۶ فوت) با ۵۴ طبقه در شرق منهتن در نیویورک در ایالات متحده آمریکا است. برج بلومبرگ مقر دفتر مرکزی شرکت بلومبرگ می‌باشد. این برج در شماره ۷۳۱ خیابان لکزینگتون، بین خیابان‌های پنجاه‌وهشتم شرقی و پنجاه‌ونهم قرار دارد.
ساخت این برج از سال ۲۰۰۱ آغاز و در ۲۰۰۵ میلادی خاتمه یافت. برج بلومبرگ در حال حاضر پانزدهمین برج بلند در نیویورک، چهل‌وششمین در ایالات متحده آمریکا و یکصد و سی و دومین در جهان می‌باشد.
معمار این بنا سزار پلی است.